# Palmira (Venezuela)
Palmira, es la capital del municipio Guásimos del Estado Táchira, Venezuela. El pueblo forma parte del área metropolitana de San Cristóbal. Según el censo de 2011, tiene 43 236 habitantes.

## Fundación
El primer intento de fundación de Palmira ocurrió el 15 de junio de 1627 por Fernando Saavedra. 15 años después, el 5 de julio de 1642, Palmira es refundada por el capitán Luis Sosa Lovera, quien pobló las encomiendas de las comunidades indígenas.

## Espacios públicos e históricos
- Iglesia de San Agatón: es un templo católico de estilo neogótico. Se encuentra en la carrera 4, entre calles 2 y 3.[3]

- Plazoleta Luis Sosa Lovera: fue inaugurada el 5 de julio de 1987.[4] Posee una estatua pedestre sobre una base de cemento del capitán Luis Sosa Lovera, fundador de la ciudad.[4] Está ubicada en la carrera 5, vía El Cementerio de Palmira.[4]

- Plaza Bolívar:  está entre las calles 2 y 3, con carreras 3 y 4.[5] La primera remodelación de la plaza se hizo en 1846.[5] El 10 de enero de 1945 se colocó allí una estatua pedestre sobre una base de mármol de Simón Bolívar.[5] La plaza está construida sobre terrazas, por lo que se entra a la plaza a través de escalinatas.[5] Se encuentra también en la plaza la escultura de una tortuga y una fuente de piedras.[5]

## Eventos
- Fiestas en honor a San Agatón: se festeja el 6 de julio, en honor de San
Agatón, patrono de Palmira. Se realizan encuentros de música llanera, actividades para los niños y jóvenes y ferias de comida tradicional.[6]

## Seminarios y universidades
En la zona se encuentran cinco seminarios: 
- Seminario Diocesano "Santo Tomás de Aquino".
- Seminario Misionero Franciscano "San José de Cupertino", de los Frailes Menores Conventuales (OFM Conv.)
- Seminario Agustiniano "Nuestra Señora del Buen Consejo".
- Seminario Mercedario "San Pedro Nolasco".
- Seminario Pasionista "Madre de la Santa Esperanza".

Palmira es también sede del Instituto Universitario Eclesiástico Santo Tomás de Aquino.